# Denis Chavis

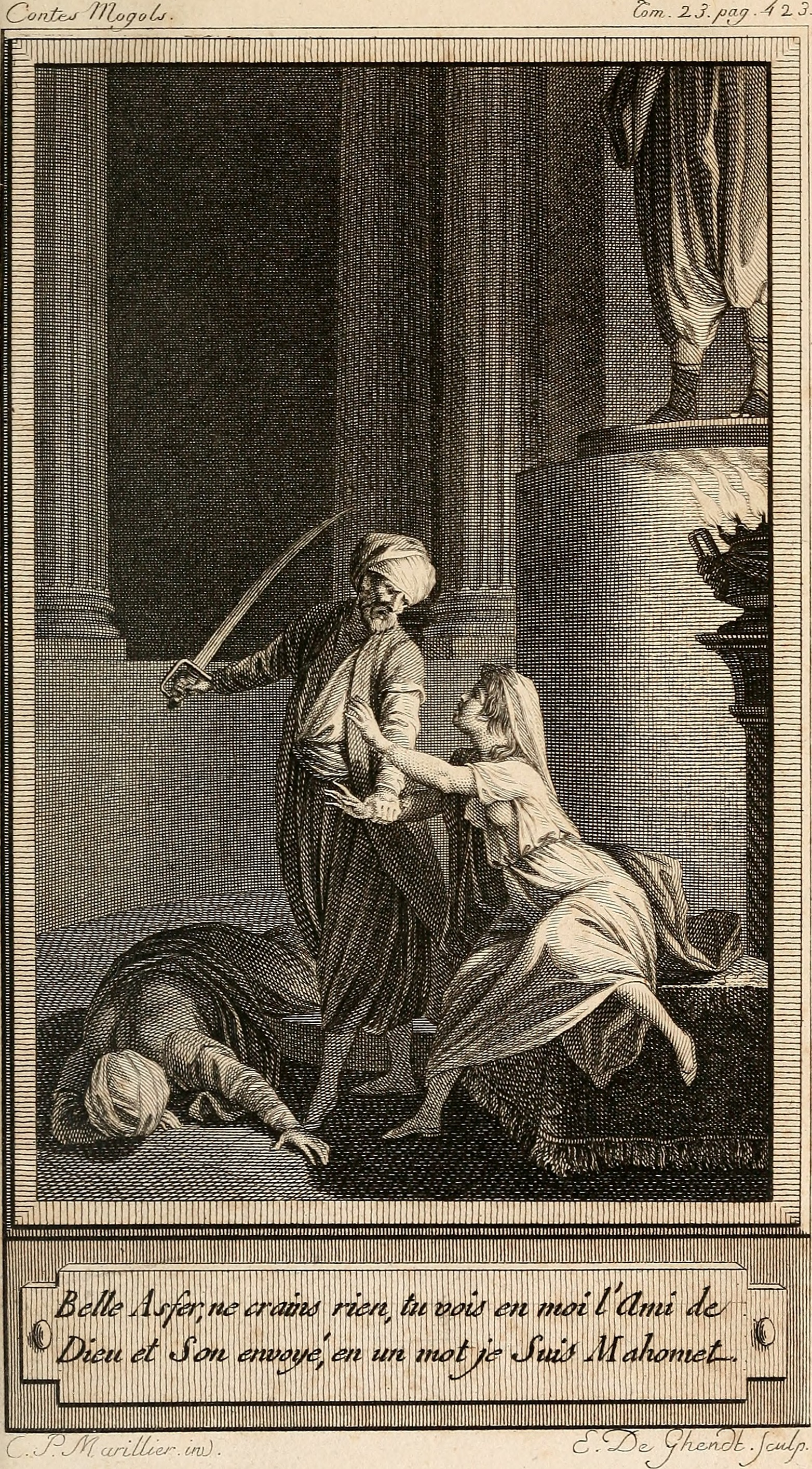
Une image du Cabinet des fées - Les Mille et Une Nuits. Contes arabes traduits en français par Antoine Galland, texte auquel Chavis ajouta de nouvelles histoires.

Dom Denis Chavis (comme il était connu en français) ou Dīyūnisūs Shāwīsh (comme il s'appelait lui-même dans sa langue maternelle, l'arabe) était un prêtre et moine syrien qui a prospéré dans les années 1780. Avec Jacques Cazotte, il fut l'auteur d'un faux manuscrit des Mille et Une Nuits publié sous le titre Continuation des Mille et Une Nuits, qui eut une influence durable sur les conceptions du contenu des Nuits.

## Biographie
On sait peu de choses sur la vie de Chavis. Ce que l'on en sait provient principalement de la préface de sa Continuation des Mille et Une Nuits, d'un colophon de son manuscrit des Nuits et de détails occasionnels dans la correspondance survivante ; aucune source orientale sur sa vie n'a été identifiée. Il était originaire de Syrie et se décrivait comme « un ancien élève de l'école grecque Saint-Athanase à Constantinople ». Il se présente aussi comme « Arabe de nation, prêtre de la congrégation de St. Bazile, appelé à Paris par le Gouvernement, & sous les auspices d'un ministre éclairé » (le baron de Breteuil), où il enseigna l'arabe à la Bibliothèque du Roi, possiblement en 1783. Selon Daniel L. Newman, ses cours s'adressaient aux « soi-disant Jeunes de langue, jeunes garçons destinés à une carrière de drogman (interprète) dans les consulats français de l'Empire ottoman ».

## Travail

### Le manuscrit de Chavis
À Paris, Chavis manquait d'argent et cherchait à capitaliser sur un regain d'intérêt pour la littérature orientale qui se produisait dans les années 1780. À cette époque, les Nuits n'étaient connues en France que par la traduction française fondamentale publiée par Antoine Galland en 1704-1717, Les mille et une nuits, contes arabes traduits en français (en). Galland avait basé son texte français sur le manuscrit Galland en trois volumes, incomplet, qu'il avait complété avec des histoires supplémentaires issues de sources écrites et orales.
Chavis s'est mis à produire un manuscrit qu'il avait l'intention de présenter comme une copie d'un manuscrit Galland plus complet que celui qui existait réellement, un manuscrit qui fournirait des « sources » en langue arabe pour une nouvelle traduction. Il commença à copier le manuscrit de Galland et, ce faisant, il adapta son exemplaire, y ajoutant quelques syrianismes contemporains et un langage plus vulgaire pour un effet dramatique. Là où Galland avait inséré le conte de Sindbad le Marin dans ses Mille et une nuits, Chavis ajouta (comme Nuits 70-76) Harun al-Rashid et la Fille de Kisra, provenant d'un autre manuscrit arabe. Chavis a copié presque tous les trois volumes du manuscrit Galland, s'interrompant dans l'histoire Jullanar de la mer. L'exemplaire en deux volumes du manuscrit Galland de Chavis est conservé à la Bibliothèque nationale.
Après avoir copié la majeure partie du véritable manuscrit Galland, Chavis a procédé à la production d'un autre manuscrit, prétendument une copie des quatrième et cinquième volumes nouvellement identifiés du manuscrit Galland (aujourd'hui Bibliothèque nationale, MSS arabes 3616). Il a commencé par reprendre là où le véritable manuscrit Galland s'arrête, à mi-chemin du Conte de Qamar al-Zamān et Budūr, sa fin étant perdue parce que le manuscrit Galland est incomplet. Chavis a complété cela en traduisant la version française plus complète construite par Galland. Chavis a ensuite inclus d'autres contes traduits du français de Galland en arabe, ainsi que d'autres qu'il a copiés d'un manuscrit d'histoires en arabe qu'il semble avoir apporté avec lui de Syrie. Ce manuscrit arabe, conservé à la Bibliothèque nationale, a été réalisé par le scribe 'Abīd Rabbih en 1772. Il ne se présente pas comme un manuscrit des Nuits, mais simplement comme un recueil de contes (bien que certains apparaissent également dans les manuscrits des Nuits). Le tableau suivant présente le contenu du troisième volume de Chavis.
| Conte                                   | Nuits   | Volume supposé du manuscrit Galland | Source réelle                              |
| --------------------------------------- | ------- | ----------------------------------- | ------------------------------------------ |
| Fin de Qamarazzaman                     | 281-329 | 4                                   | Traduit en arabe de Galland, Nuits, vol. 6 |
| Le dormeur s'est réveillé               | 330-379 | 4                                   | Traduit en arabe de Galland, Nuits, vol. 9 |
| Le médecin persan et le jeune cuisinier | 380-400 | 4                                   | Copié à partir d'un manuscrit arabe        |
| Le malheureux jeune homme à l'asile     | 400-427 | 4                                   | Copié à partir d'un manuscrit arabe        |
| Ghanim                                  | 428-474 | 5                                   | Traduit en arabe de Galland, Nuits, vol. 8 |
| Zayna Al-Asnam                          | 475-491 | 5                                   | Traduit en arabe de Galland, Nuits, vol. 8 |
| Aladin                                  | 492-569 | 5                                   | Traduit en arabe de Galland, Nuits, vol. 9 |
| Baktzad et les dix vizirs               | 570-631 | 5                                   | Copié à partir d'un manuscrit arabe        |

La traduction d'Aladdin par Chavis est particulièrement remarquable. La source de Galland pour cette histoire était Hanna Diyab, qui avait apparemment composé Aladdin lui-même et transmis le conte à Galland sous forme écrite (on ne sait pas si c'était en arabe ou en français). Étant donné que le manuscrit de Diyab n'a jamais été retrouvé, la traduction de Chavis constitue la première version connue d'Aladin en arabe. Pendant de nombreuses années, les chercheurs ont pensé à tort qu'elle pourrait représenter une tradition manuscrite pré-Galland de cette histoire.
Le manuscrit de Chavis, déposé à la Bibliothèque du Roi avec quelques autres manuscrits copiés par Chavis, fut plus tard traduit en français par Jean Jacques Antoine Caussin de Perceval et publié dans les volumes 8 et 9 de sa nouvelle édition des Mille et une nuits de Galland en 1806. Certains éléments de Chavis ont continué à circuler dans les traductions ultérieures des Nuits, notamment celle d'Édouard Gauttier d'Arc de 1822-1823. La plupart de ses histoires supplémentaires ont également été traduites en anglais dans le sixième volume supplémentaire de la traduction des Nuits de Richard Burton (nos 409-17).

### Suite des Mille et Une Nuits
L'éditeur suisse Paul Barde, qui imprimait une anthologie massive de contes de fées en plusieurs volumes intitulée Le Cabinet des Fées, semble avoir contacté Chavis pour voir s'il avait accès à d'autres documents sur les Nuits. Chavis a dit oui et Barde a mis Chavis en collaboration avec le célèbre écrivain de contes de fées Jacques Cazotte. La correspondance qui nous est parvenue suggère une collaboration maladroite, dans laquelle Chavis a promis de livrer du matériel et a cherché de l'argent, mais n'a pas entièrement satisfait Cazotte et Barde. Il semble que Chavis ait fait des traductions françaises du manuscrit qu'il avait produit, ainsi que d'autres histoires (que ce soit sous forme de notes ou complètes), ait envoyé ce matériel à Cazotte, et que Cazotte l'ait édité ou réécrit de diverses manières, en ajoutant d'autres histoires de sa propre invention (notamment une intitulée Maugraby). Le texte qui en résulte fut ensuite édité par Barde et publié à Genève en 1788-1789, indépendamment sous le titre Continuation des Mille et Une Nuits et, au Cabinet des Fées, sous le titre Suites des Mille et Une Nuits . La Continuation a été bien reçue et a été traduite trois fois en anglais.